# Manfred Bluth

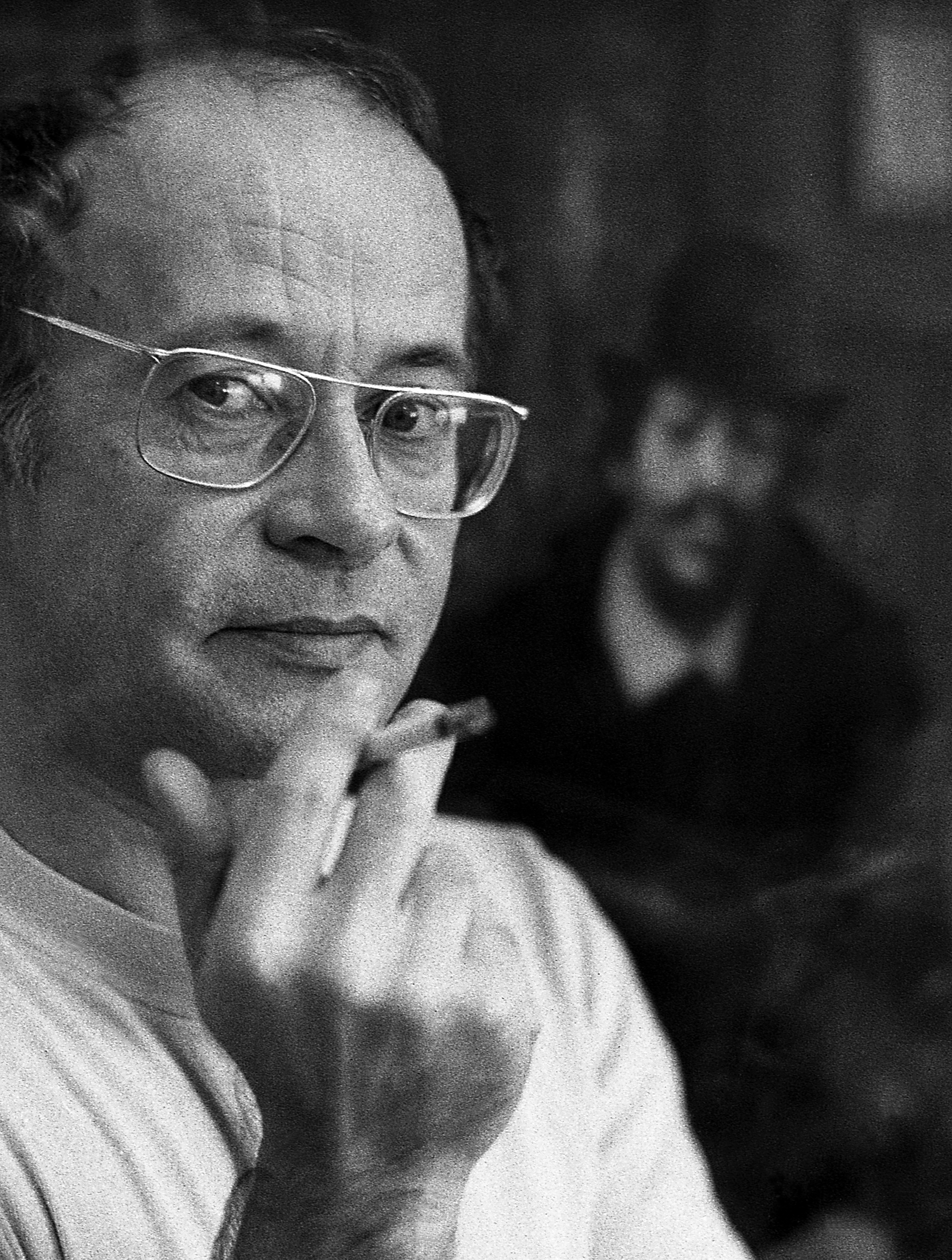
Manfred Bluth (1974)

Manfred Bluth (* 30. Juli 1926 in Berlin; † 22. Dezember 2002 ebenda) war ein deutscher Maler.

## Leben

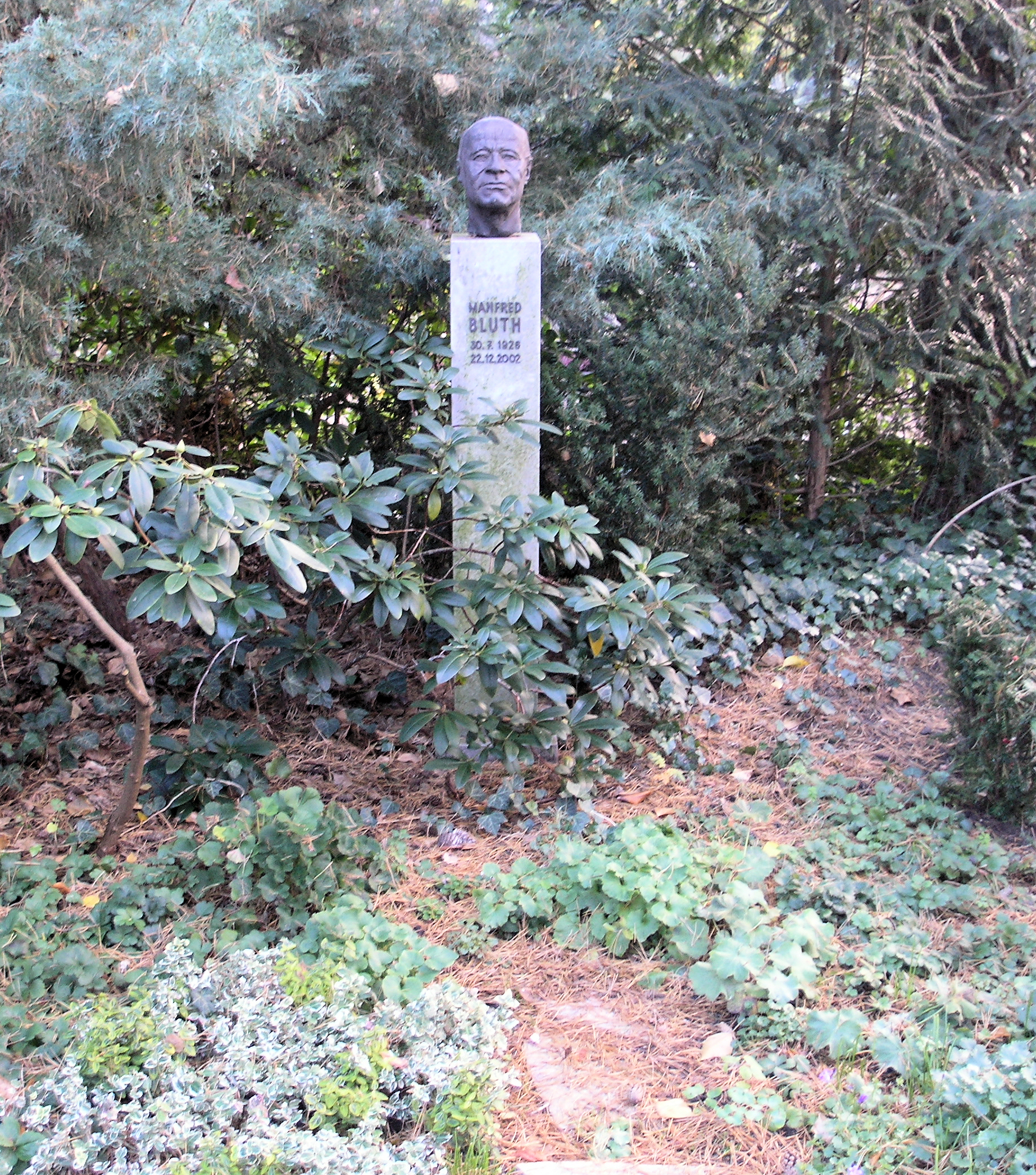
Grabstätte, Hüttenweg 47, in Berlin-Dahlem

Manfred Bluth wuchs in Berlin auf. 1942 bis Ende 1943 besuchte er die Berliner Kunstakademie, danach war er Soldat. 1947 bis 1950 studierte er an der Kunstakademie München.
Von 1953 bis 1968 war er Ausstellungsleiter im Berliner Amerika-Haus, von 1974 bis 1991 Professor für Malerei an der Gesamthochschule Kassel. 1955 erhielt er den Kunstpreis der Stadt Berlin. Im Januar 1973 gründete er zusammen mit Johannes Grützke, Matthias Koeppel und Karlheinz Ziegler die Künstlergruppe „Schule der neuen Prächtigkeit“, die sich mit ihrem ironisch gemeinten Realismus von aller abstrakten Kunst abzugrenzen suchte. Auf seine Initiative hin wurde im April 1990 der Künstlersonderbund gegründet, in dem sich Künstler mit realistisch-gegenständlicher Ausrichtung zusammenfanden.
Zu seinem Werk gehören surrealistische Landschaften, die Mitte der 1950er Jahre unter dem Einfluss Max Ernsts entstanden, und abstrakte Kompositionen, mit denen er Anfang der 1960er Jahre brach. Ab 1962 arbeitete er in allen klassischen Gattungen, Vordergründiges mit einem Hintersinn versehend: Landschaft, Porträt, Stillleben, Historienbild. Sein Porträt Willy Brandts von 1973 für die Berliner Ehrenbürgergalerie fängt etwas von der Vorläufigkeit des Bonner Ambientes ein. Bekannt wurden auch seine „Berliner Stilleben“.
Manfred Bluth starb 2002 im Alter von 76 Jahren in Berlin und wurde auf dem Waldfriedhof Dahlem beigesetzt.  Das Grabdenkmal aus schmaler Stele mit Bronzekopf schuf Christian Höpfner.

## Ausgewählte Publikationen
- Weltbild und Bilderwelt. Notizen eines Malers am Ende von Zeit und Kunst. Deutscher Kunstverlag, München/Berlin 1986, ISBN 3-422-00786-5.

## Ausstellungen
- 1977: KasselerKunstVerein, Kassel